# پلی‌اتیلن چگالی بالا

HDPE دارای کد شناسه رزین SPI 2 است

پلی‌اتیلن چگالی بالا (HDPE) یا پلی‌اتیلن با چگالی بالا (PEHD) یک پلیمر ترموپلاستیک است که از مونومر اتیلن تولید می‌شود. گاهی این پلیمر زمانی که برای لوله‌های HDPE استفاده می‌شود، «آلکاتن» یا «پلیتن» نامیده می‌شود. HDPE نسبت استحکام به چگالی بالایی دارد و در تولید بطری‌های پلاستیکی، لوله‌های مقاوم در برابر خوردگی، ژئوممبران و الوار پلاستیکی استفاده می‌شود. HDPE معمولاً بازیافت می‌شود و کد شناسایی رزین آن شمارهٔ "۲" است.
در سال ۲۰۰۷، بازار جهانی HDPE به حجم بیش از ۳۰ میلیون تن رسید.

## خواص
| چگالی             | ۹۴۰ کیلوگرم بر متر مکعب               |
| نقطه ذوب          | ۱۳۰٫۸ درجهٔ سانتی‌گراد                  |
| دمای تبلور        | ۱۱۱٫۹ درجهٔ سانتی‌گراد                  |
| گرمای نهان همجوشی | ۱۷۸٫۶ کیلوژول بر کیلوگرم              |
| رسانایی گرمایی    | ۰٫۴۴ وات بر متر درجهٔ سانتی‌گراد        |
| ظرفیت گرمایی ویژه | ۱۳۳۰ تا ۲۴۰۰ J/kg-K                   |
| گرمای ویژه (جامد) | ۱٫۹ کیلوژول بر کیلوگرم درجهٔ سانتی‌گراد |
| بلورینگی          | ۶۰٪                                   |

HDPE به دلیل نسبت استحکام به چگالی بالا معروف است. چگالی HDPE از ۹۳۰ تا ۹۷۰ کیلوگرم بر متر مکعب متغیر است. روش استاندارد برای آزمایش چگالی پلاستیک، ISO 1183 قسمت ۲ (ستون‌های گرادیان)، یا در عوض ISO 1183 قسمت 1 (آنالایزر چگالی MVS2PRO) است. اگرچه چگالی HDPE فقط اندکی بیشتر از پلی‌اتیلن با چگالی کم است، HDPE انشعاب کمی دارد و در نتیجه نیروهای بین مولکولی قوی‌تر و استحکام کششی بیشتری نسبت به LDPE دارد (۳۸ مگاپاسکال در مقابل ۲۱ مگاپاسکال). تفاوت در استحکام از تفاوت در چگالی بیشتر است و به HDPE استحکام ویژهٔ بالاتری می‌دهد. همچنین سخت‌تر و مات‌تر است و تا حدودی می‌تواند دمای بالاتری را تحمل کند (۱۲۰ درجهٔ سانتی‌گراد/۲۴۸ درجهٔ فارنهایت برای زمان‌های کوتاه). پلی‌اتیلن چگالی بالا، برخلاف پلی‌پروپیلن، نمی‌تواند شرایط معمول مورد نیاز اتوکلاو را تحمل کند. عدم ایجاد انشعاب با انتخاب مناسب کاتالیزور (مانند کاتالیزورهای زیگلر-ناتا) و شرایط واکنش تضمین می‌شود.
HDPE در برابر بسیاری از حلال‌های مختلف مقاوم است، بنابراین نمی‌توان آن را با چسب چسباند. اتصالات لوله باید با جوشکاری ساخته شود.
خواص فیزیکی HDPE بسته به فرایند قالب‌گیری که برای تولید یک نمونهٔ خاص استفاده می‌شود، می‌تواند متفاوت باشد. تا حدی، یک عامل تعیین‌کننده، روش‌های تست استاندارد بین‌المللی است که برای شناسایی این ویژگی‌ها برای یک فرایند خاص استفاده می‌شود. به عنوان مثال، در قالب‌گیری چرخشی، برای شناسایی مقاومت ترک تنش محیطی یک نمونه، از آزمایش بار کششی ثابت بریدگی (NCTL) استفاده می‌شود.
با توجه به این ویژگی‌های مطلوب، لوله‌های ساخته شده از HDPE به‌طور ایده‌آل برای آب آشامیدنی و فاضلاب (طوفان و فاضلاب) قابل استفاده هستند.

## کاربردها

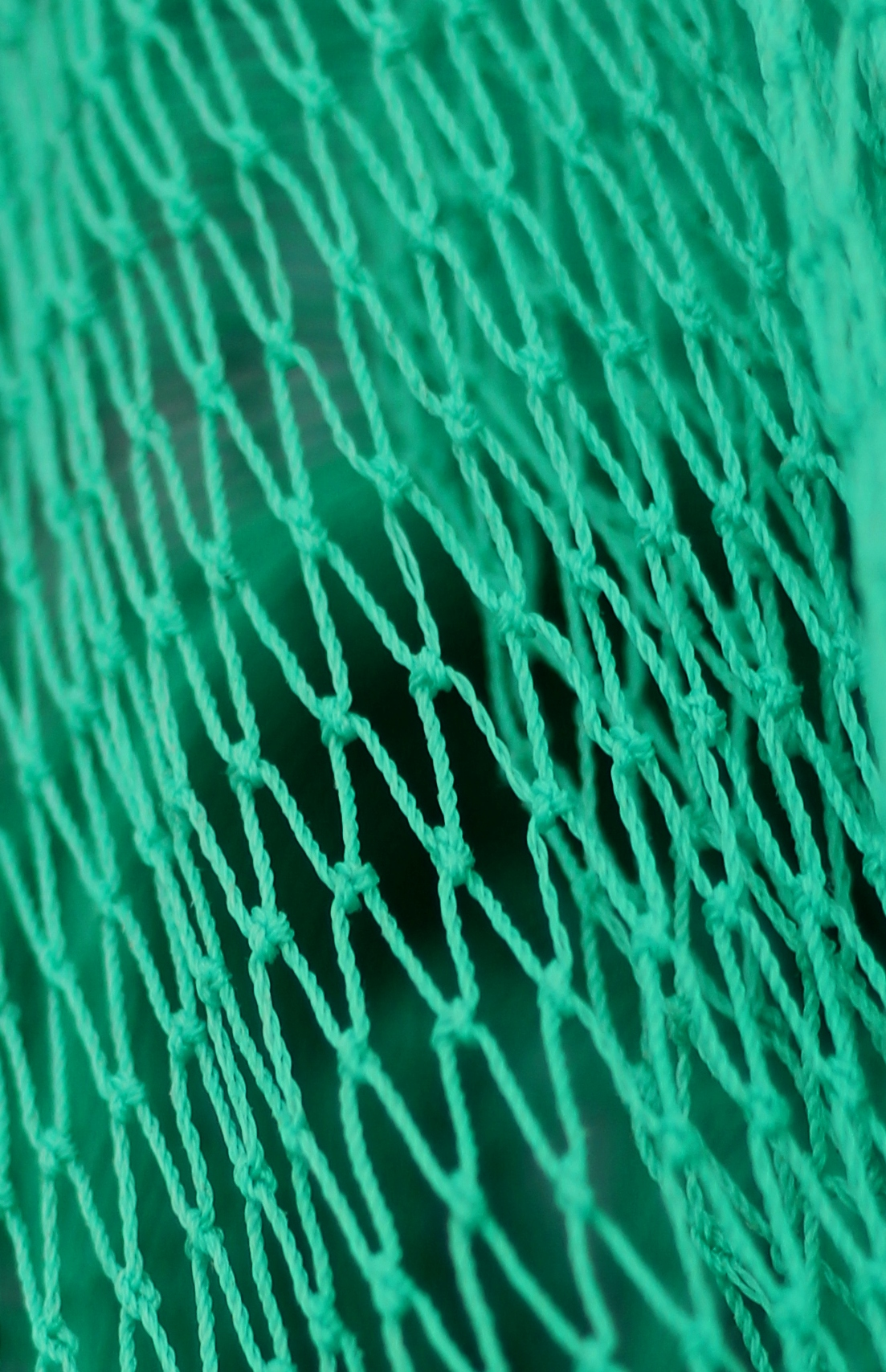
الیاف HDPE را می‌توان ریسندگی و به طناب تبدیل کرد
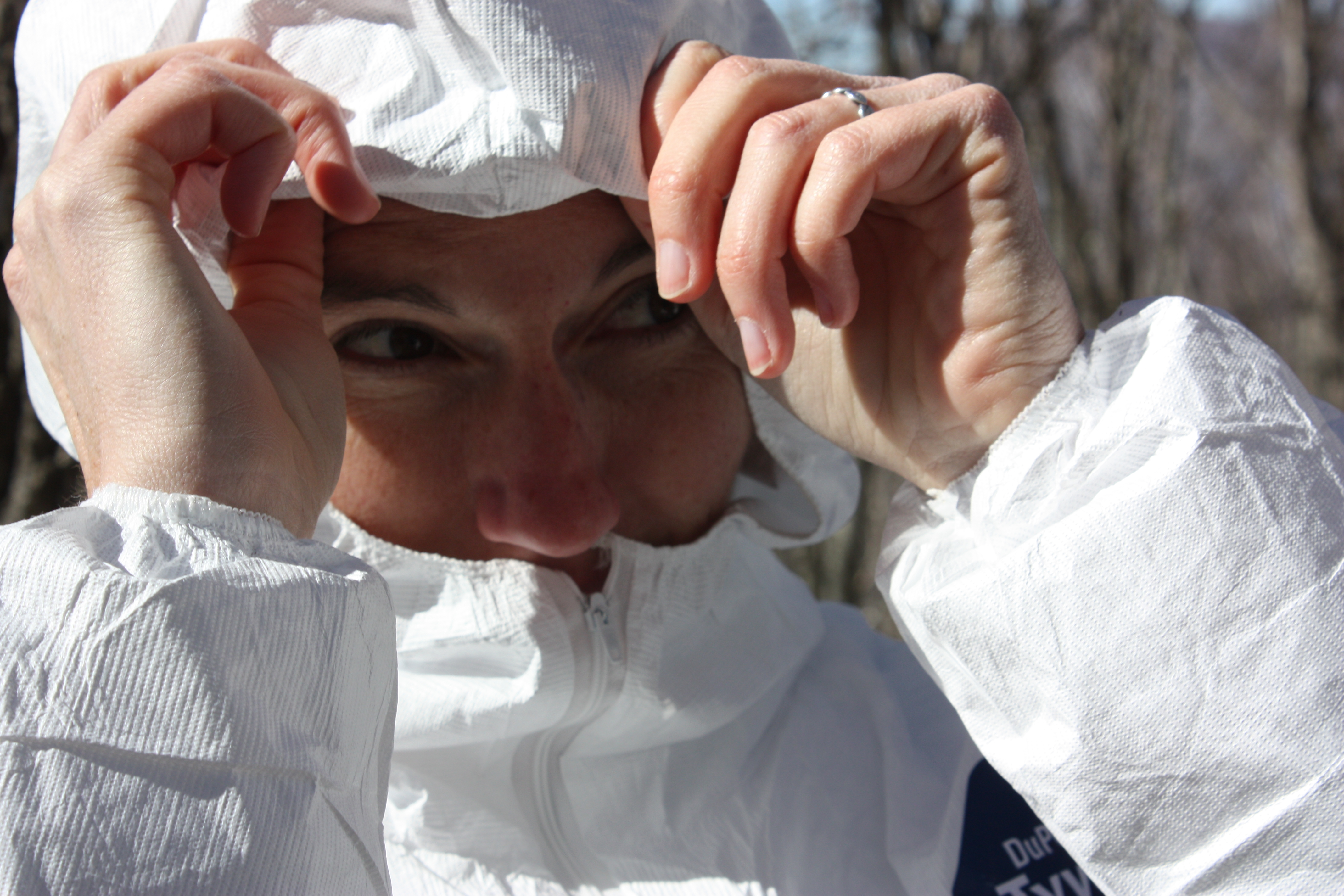
لباس‌های یک‌بار مصرف؛ پارچه HDPE نبافته
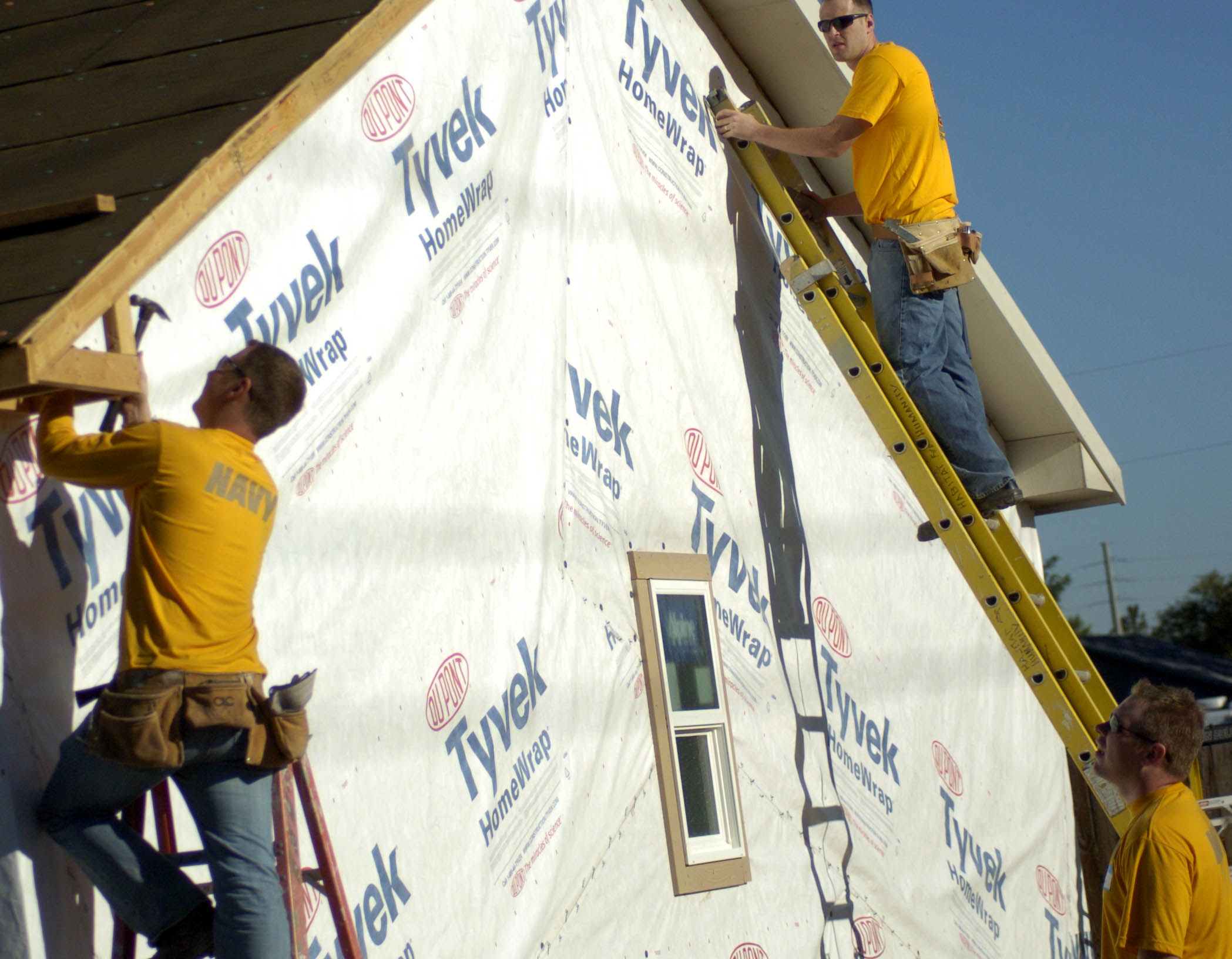
روکش خانه
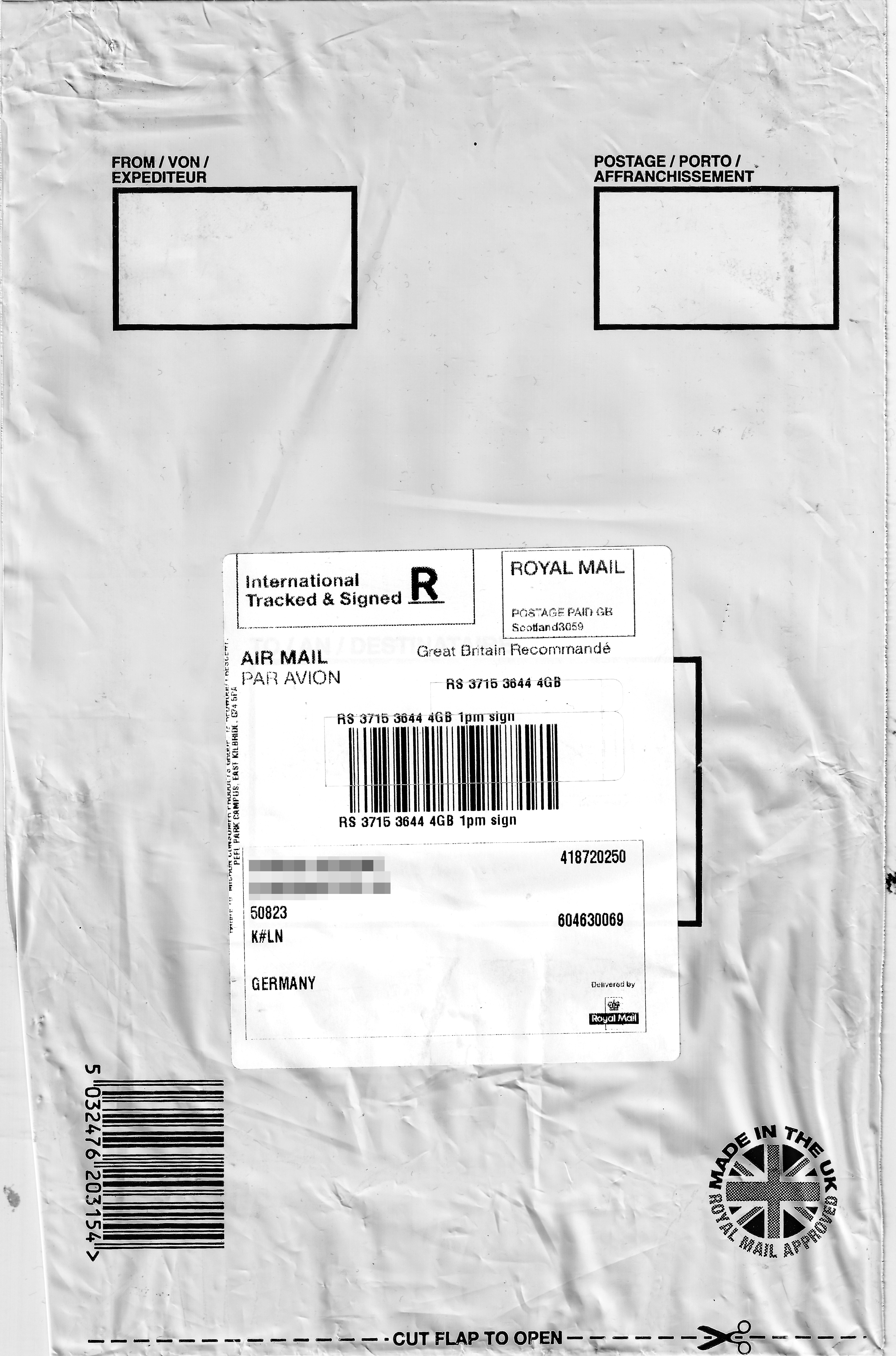
پاکت‌های پستی پلاستیکی
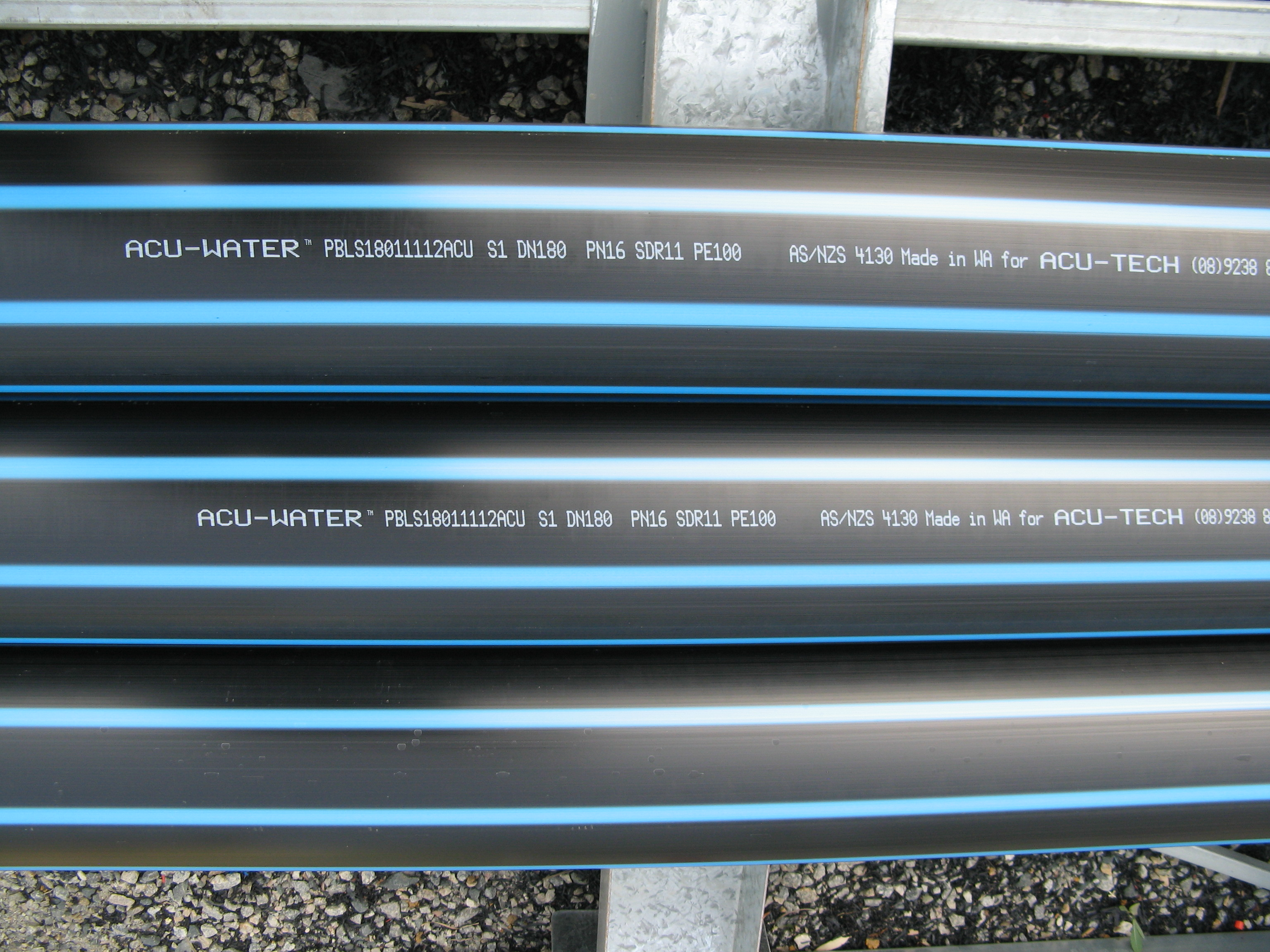
لوله‌های HDPE انعطاف‌پذیر
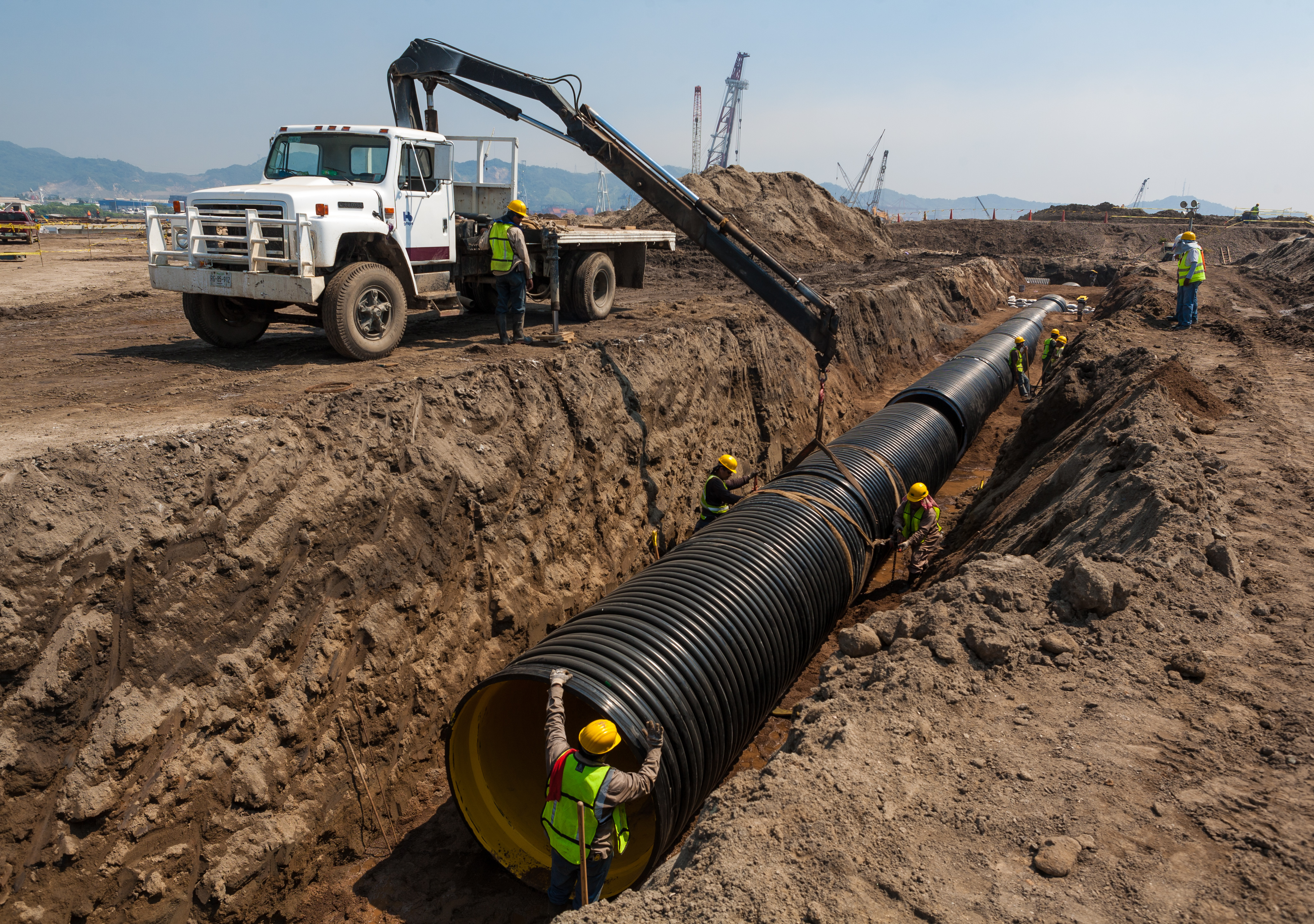
نصب لولهٔ HDPE شیاردار در پروژهٔ تخلیه طوفان در مکزیک
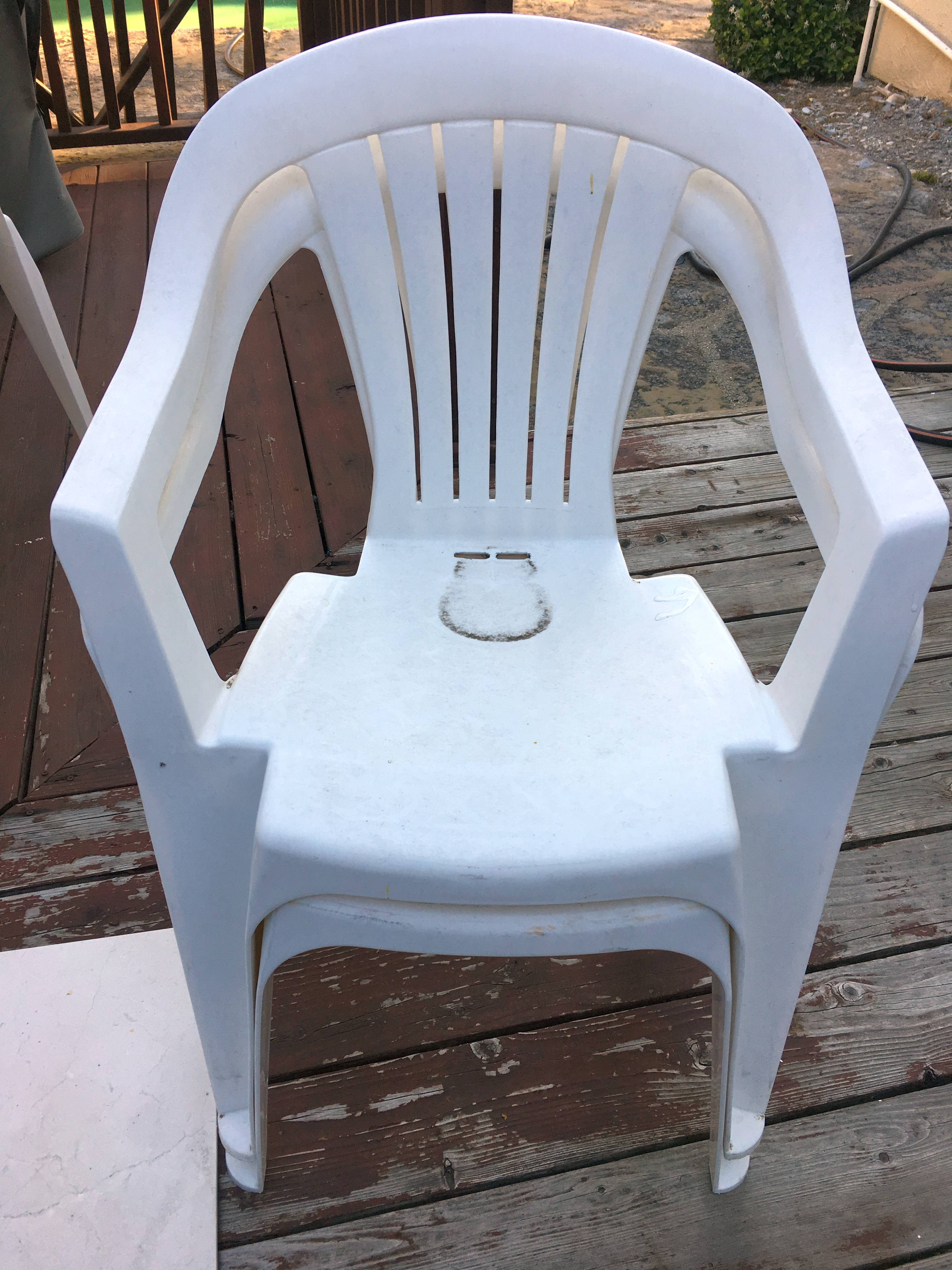
صندلی تک بلوک
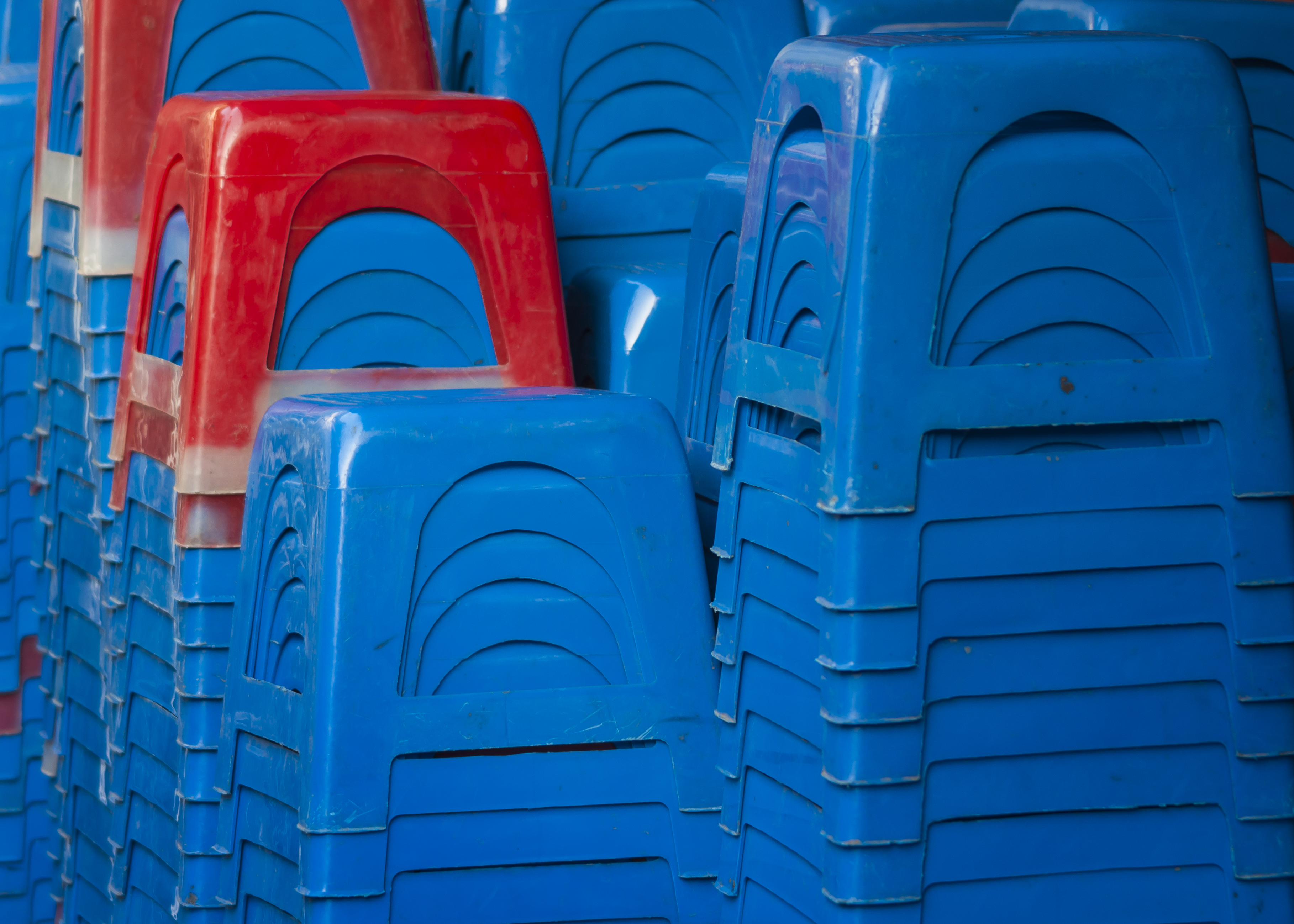
چارپایه برای استفاده در فضای باز
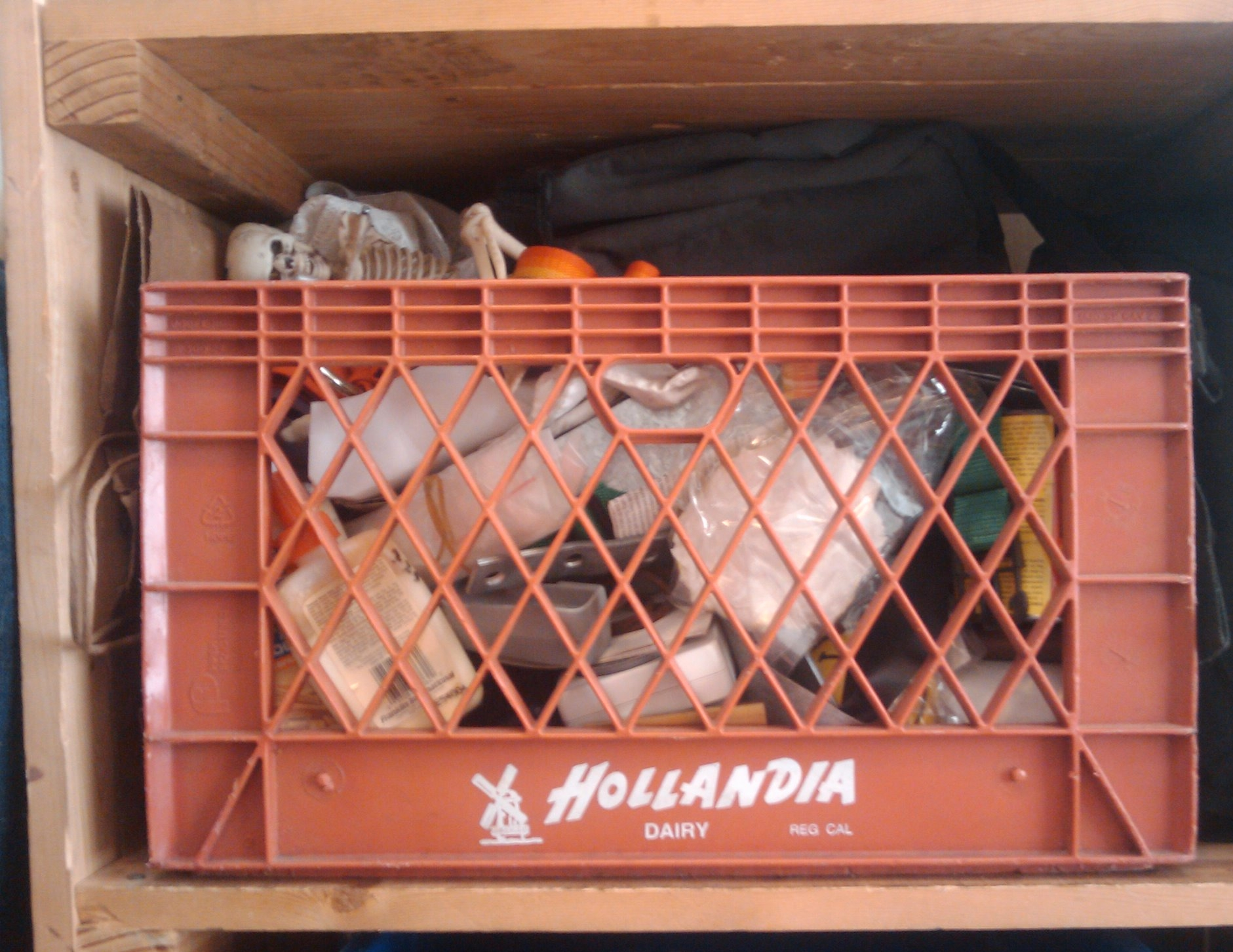
جعبه‌های پلاستیکی
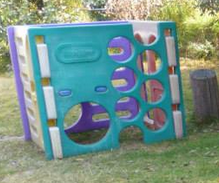
اسباب‌بازی و وسایل بازی
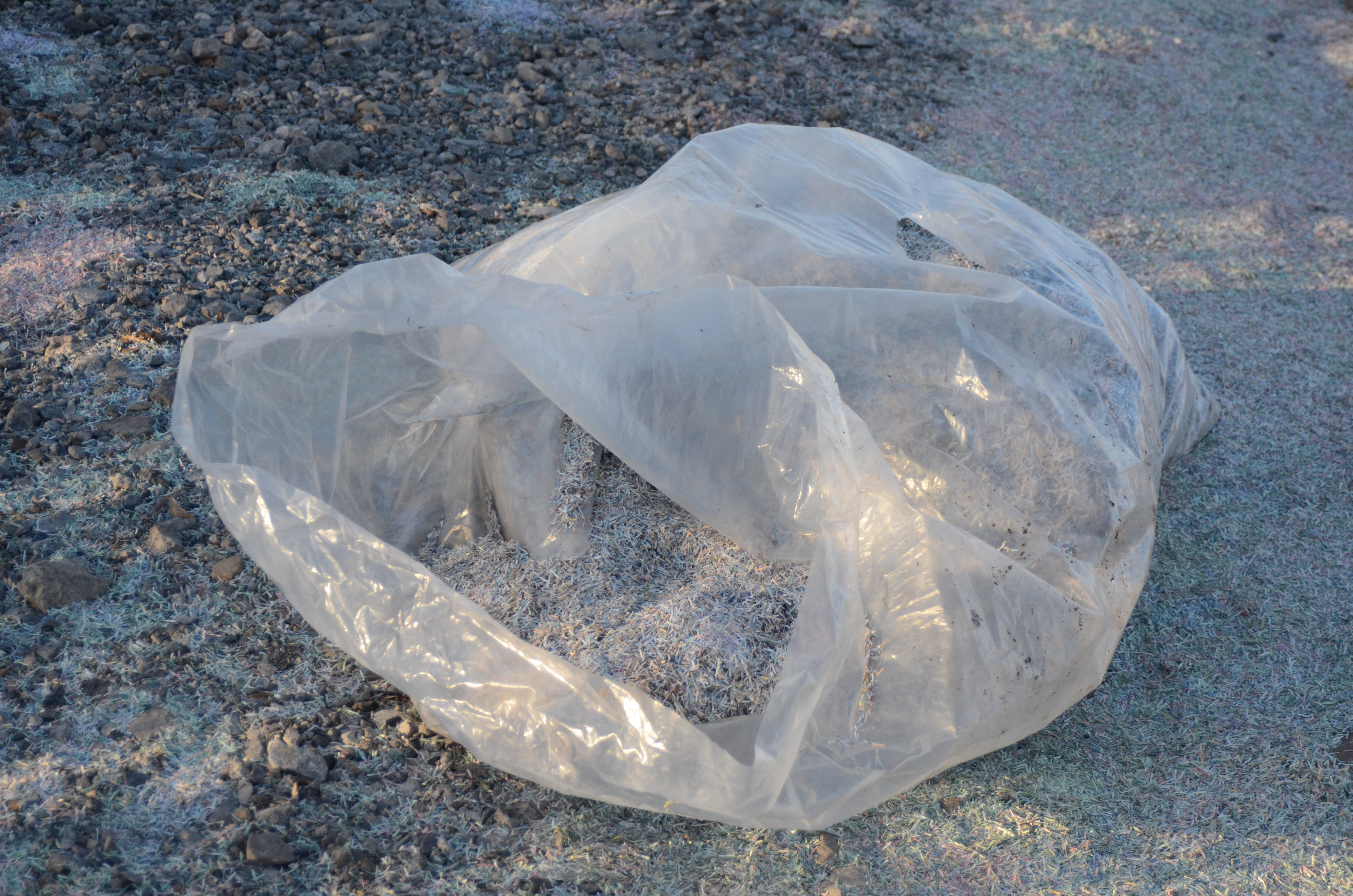
کیسه‌های پلاستیکی شفاف (نشان داده شده) از LDPE ساخته شده‌اند. کیسه‌های خرید دسته‌دار دمیده شده در حال حاضر از HDPE ساخته می‌شوند.
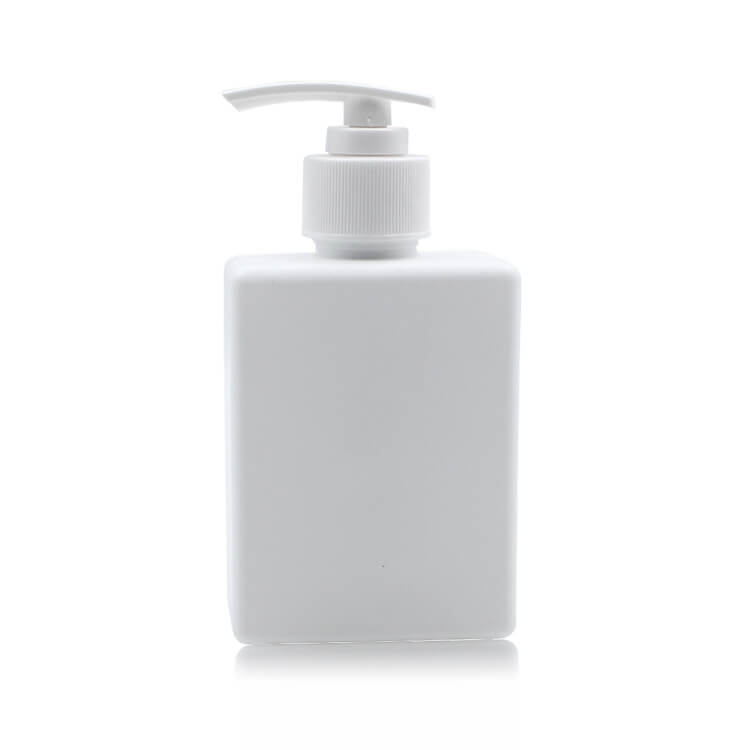
HDPE برای ساخت بطری‌های محکم که در برابر روغن مقاوم هستند استفاده می‌شود. بطری‌های شفاف معمولا از پلاستیک‌های دیگری مانند پلی‌اتیلن ترفتالات ساخته می‌شوند.
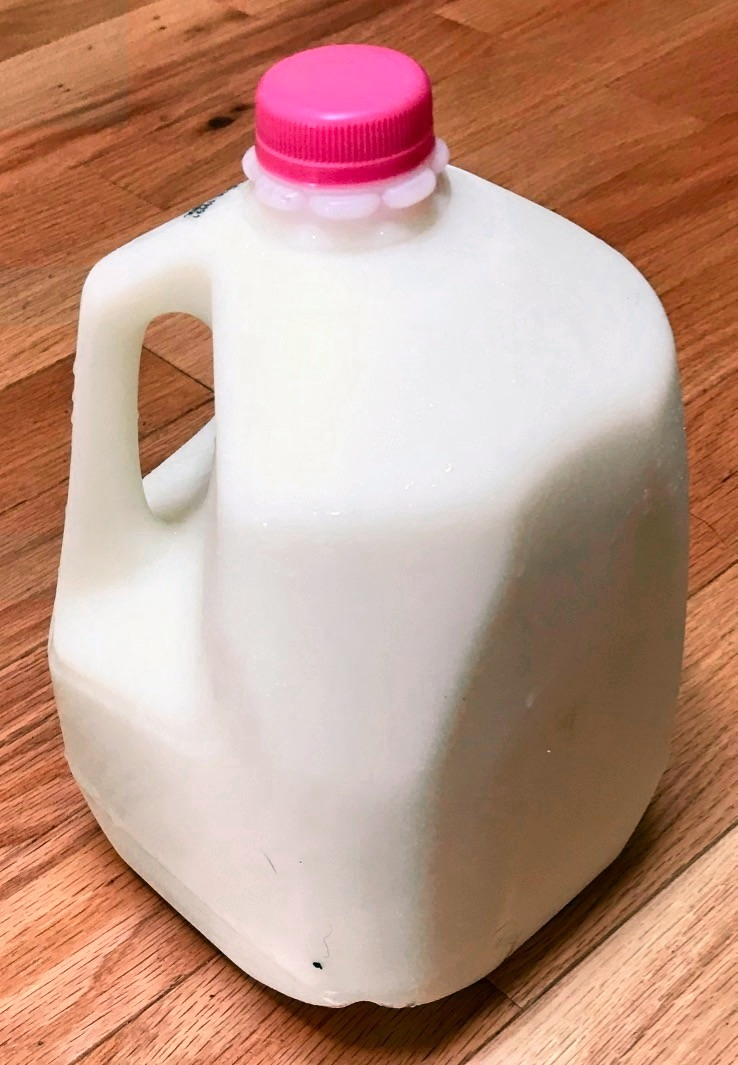
بطری شیر
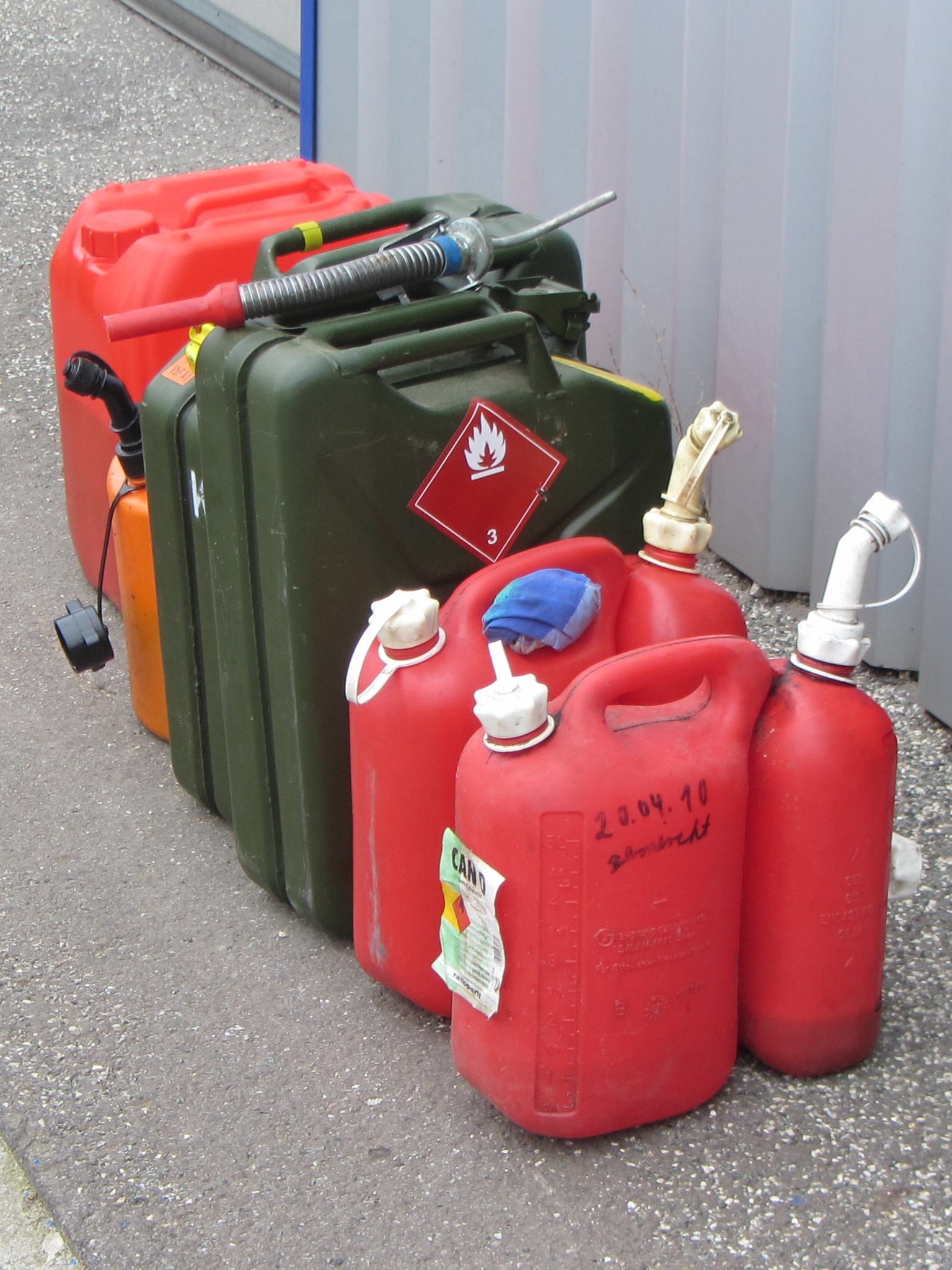
ژریکن‌های HDPE در برابر نرم شدن و تورم ناشی از اجزای معطر (آروماتیک) سوخت مقاومت می‌کنند.
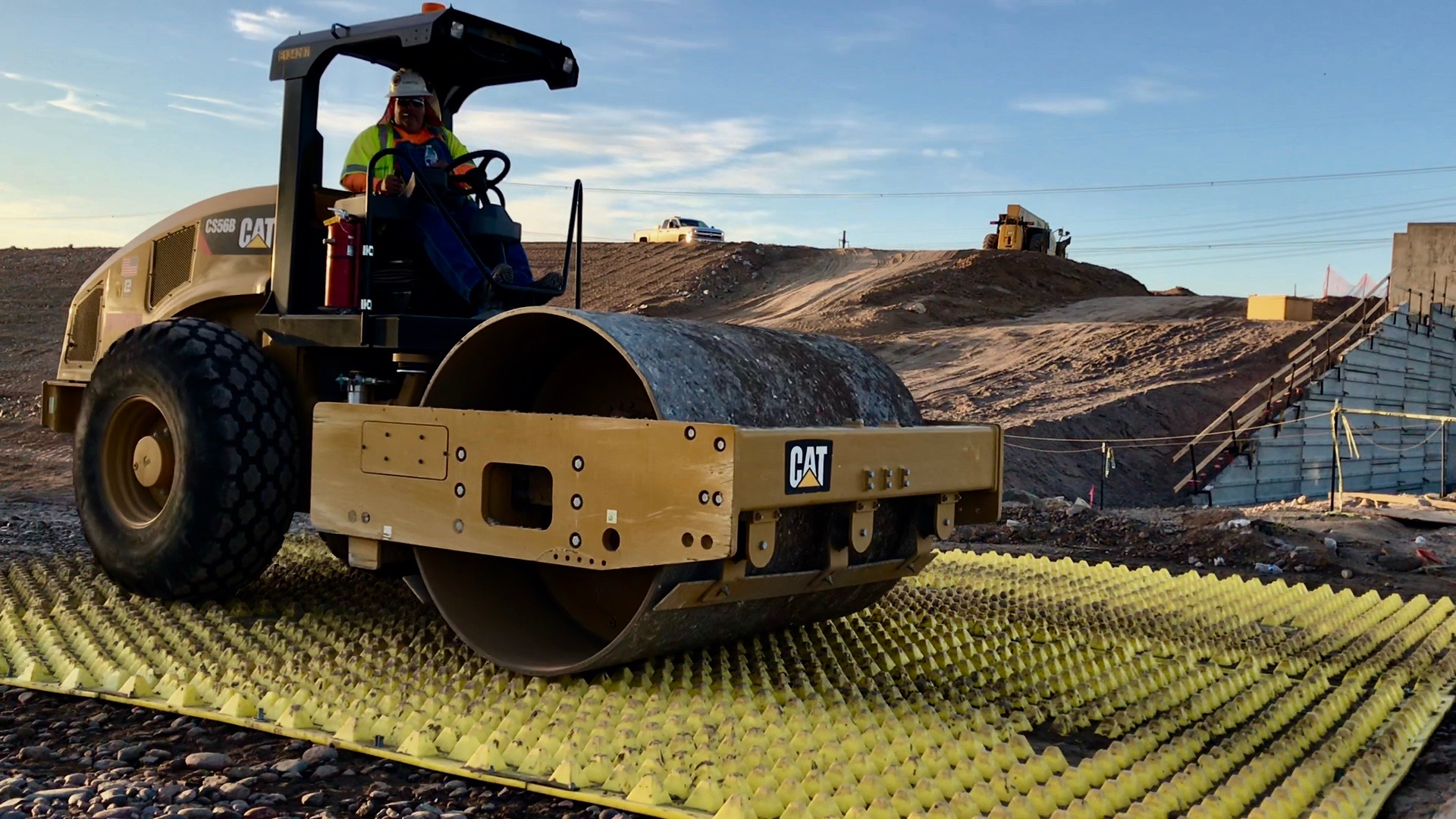
غلتک روی تشک ورودی ساختمانی HDPE

HDPE کاربردهای متنوعی دارد. برای کاربردهایی که در حوزهٔ خواص پلیمرهای دیگر قرار دارند، انتخاب استفاده از HDPE معمولاً اقتصادی است:
- فیلامنت پرینتر سه‌بعدی
- تخته آرنا (پاک برد)[۱۱]
- قاب کوله‌پشتی
- صفحات بالستیک
- بنرها
- درِ بطری
- قایق‌ها
- ظروف شیمیایی
- لوله‌کشی مقاوم در برابر مواد شیمیایی
- عایق داخلی کابل کواکسیال
- محافظ برای کابل‌های برق یا ارتباطات
- حفاظت در برابر خوردگی خطوط لولهٔ فولادی
- جعبه‌های برق و لوله‌کشی
- لنزهای Far-IR
- آتش‌بازی
- صندلی و میز تاشو
- ظروف نگهداری مواد غذایی
- مخازن سوخت وسایل نقلیه
- ژئوممبران برای کاربردهای هیدرولیک (مانند کانال‌ها و تقویت‌کننده‌های حاشیه آب)
- سیستم‌های لوله‌کشی انتقال حرارت زمین گرمایی
- خمپاره‌های آتش‌بازی مقاوم در برابر گرما
- روکش خانه (Tyvek)
- هواناو: این ماده برای چنین کشتی‌هایی بسیار سنگین و متراکم است، با این حال گاهی استفاده می‌شود
- سپر پرتو یونیزان[۱۲][۱۳]
- ظروف مواد شویندهٔ لباسشویی
- قالب کفاشی
- دریچه‌های تلسکوپ مایکروویو
- بطری‌های شیر
- سیستم‌های لولهٔ توزیع گاز طبیعی[۱۴]
- لوله‌کشی برای سیال، دوغاب و گاز
- کیسه‌های پلاستیکی
- بطری‌های پلاستیکی مناسب برای بازیافت یا استفاده مجدد
- جراحی پلاستیک (بازسازی اسکلت و صورت)[۱۵]
- شبکهٔ آب آشامیدنی[۹]
- سد ریشه (یک دیوار زیرزمینی برای جلوگیری از رشد ریشهٔ گیاهان)
- بطری‌های شامپو
- شبکهٔ فاضلاب[۱۰]
- ریل و جعبهٔ اسنوبرد
- کاغذ سنگ
- اتاقک‌های انباری
- نصب استخر
- تشک‌های کنترل مسیر
- کانال‌های مخابراتی[۱۶]
- لوله‌های آب برای تأمین آب خانگی و فرآیندهای کشاورزی[۹]
- کامپوزیت‌های چوب پلاستیک (با استفاده از پلیمرهای بازیافتی)

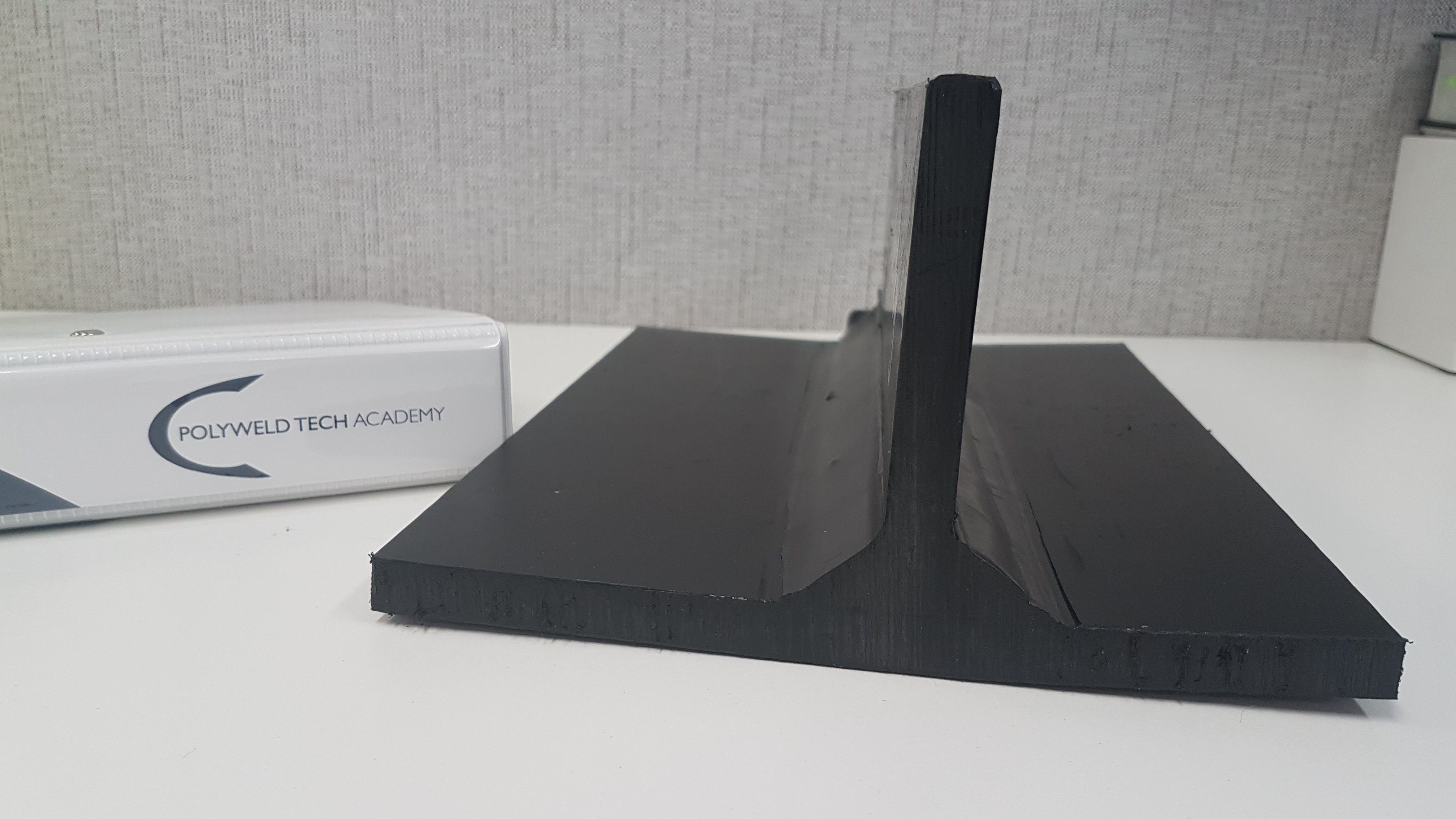
ورق HDPE که با اکستروژن جوش داده شده‌است

HDPE همچنین برای لایه‌گذاری دفن زباله در محل‌های دفن زبالهٔ بهداشتی تحت عنوان D در ایالات متحده استفاده می‌شود، که در آن ورق‌های بزرگ HDPE یا با اکستروژن جوش داده می‌شوند یا برای تشکیل یک سد یکنواخت مقاوم در برابر مواد شیمیایی، با هدف جلوگیری از آلودگی خاک و آب‌های زیرزمینی توسط جزء مایع زباله جامد، جوش داده می‌شوند.
HDPE در تجارت مواد آتشکاری نسبت به لوله‌های فولادی یا PVC ترجیح داده می‌شود، زیرا بادوام‌تر و ایمن‌تر است: HDPE در عملکرد بد، به جای شکستن و تبدیل شدن به ترکش مانند سایر مواد، تمایل به پاره شدن یا چاک خوردن دارد.
بطری‌های شیر، کوزه‌ها و سایر کالاهای توخالی که از طریق قالب‌گیری بادی تولید می‌شوند، مهم‌ترین حوزهٔ کاربرد HDPE هستند که یک سوم تولید جهانی یا بیش از ۸ میلیون تن را تشکیل می‌دهند.
چین، که بطری‌های نوشیدنی ساخته شده از HDPE برای اولین بار در سال ۲۰۰۵ وارد آن شد، در نتیجهٔ بهبود استاندارد زندگی، بازار رو به رشدی برای بسته‌بندی‌های HDPE انعطاف‌ناپذیر دارد. در هند و سایر کشورهای پرجمعیت و نوظهور، توسعهٔ زیرساخت‌ها شامل استقرار لوله‌ها و عایق کابل ساخته شده از HDPE است. این ماده به‌دلیل مشکلات بهداشتی و زیست‌محیطی احتمالی ناشی از پی‌وی‌سی و پلی‌کربنات بیسفنول ای (BPA) و همچنین مزایای آن نسبت به شیشه، فلز و مقوا مورد توجه قرار گرفته‌است.